# 沖ノ島 (長崎県対馬市)
沖ノ島（おきのしま）は長崎県対馬市にある島である。

## 概要
対馬市美津島町鴨居瀬地区の東側にある島。1971年に架橋され対馬島と陸続きになった。幅数十メートルの住吉瀬戸に住吉大橋が架かり、対馬島と結ばれている。住吉瀬戸は海底に紫藻と呼ばれる海藻が生息し、潮の流れが紫色に見えるため、紫瀬戸とも呼ばれている。

## 交通
厳原からバスで宮前→空港→万関→住吉